# SC-01B
docomo PRO series SC-01B（ドコモ プロ シリーズ エスシー ぜろいち ビー）は、韓国のサムスン電子によって開発された、NTTドコモの第三世代携帯電話（FOMA）端末である。2009年度冬春モデルとして発表された当初はdocomo PRO series端末の一つであったが、2010年度夏秋モデルの発表以降、NTTドコモのサイト上ではドコモ スマートフォンに存在している。

## 概要
- サムスン電子がドコモで初めて発売する端末であり、またドコモ向けに独自に開発されたモデルである[1]。
- OSはWindows Mobile 6.5 Professionalを採用しており、タッチパネルは指での操作を意識したつくりとなっている。
- ストレートタイプのQWERTY配列キーボードと、タッチパネル機能を備えた2.6インチサイズ、正方形状のディスプレイを搭載している。基本的なデザインはBlackBerry Boldを模倣している。
- タッチパネルは、待受ウィジェット機能搭載で、入力すると振動で確認ができる感圧式のタッチパネルで、直感的で滑らかな操作性を実現している。
- サムスン独自のウィジェットが利用できるSamsung WidgetPlusやメールなどの着信数がわかるEventIndicatorなどのTodayアイテムが搭載されている。
- Windows Mobile 6.5の特徴でもある、アプリケーションダウンロードポータルアプリである、「Windows Marketplace for Mobile」やWindows Liveのアドレス帳やスケジュールと同期がとれる、「My Phone」機能も搭載されている。
- BlackBerry Boldを真似た凹凸のあるQWERTY配列のキーボードを搭載しており、小さい端末ながらも長文の文字入力が快適に行える工夫がされている。
- 電話帳からタッチ操作で、電話の発信や、メールの作成が行える。
- 送信時最大5.7Mbps（HSUPA）、受信時最大7.2Mbps（HSDPA）のFOMAハイスピードに対応しているほかWiFiでIEEE802.11b／gにも対応している。
- 国際ローミング (WORLD WING) に対応しており、海外での通話、電子メール、SMS、Webブラウジングが可能である。
- Biz・ホーダイダブルを契約することで、定額でのデータ通信が可能となる。モデム機能は搭載されていない。
- T-01AやXperiaと同様に、個人で購入可能なスマートフォンである。
- GPSに対応しており、プリインストールされている、Google Mapsとの連携が図れ、ルート案内や乗り換え案内を利用することができる。
- カメラ機能はオートフォーカス搭載で、パノラマ撮影やモザイク撮影、連続撮影、などが可能となっている。
- スマートコンバーターで海外旅行の際などに、レートにあわせた通貨や単位の換算が可能となっている。
- T-01Aと同様おまかせロックに対応している。

### メール メッセンジャー
POPメール、IMAPメールが利用可能（Gmailも可能）である。また、ダイレクトプッシュが対応しているため、HotmailやWindows Live メールがプッシュ着信するほか、ActiveSyncを設定することでGmailもプッシュ着信する。moperaUメールもプッシュ型電子メールとして利用可能となる。それ以外のメールはポーリング式となる。メーラーはMicrosoft Outlook Mobileを使用する。
メッセンジャーにはWindows Live Photo/Messengerが搭載され、リアルタイムのチャットが利用可能である。

#### iモードメールの対応
2010年9月1日よりNTTドコモからサービス提供が開始された「spモード」が利用可能となりiモードメールアドレス（docomo.ne.jp）がプッシュメールで利用可能となった。spモードが対応する以前は、iモード.netモバイルモードを利用することで、Webメールとして利用が可能となる。発売と同日にはiモード.netモバイルアプリが公開されている。

### ブラウザ
ブラウザはInternet Explorer Mobile 6を搭載し、Flashにも対応し、動画も見ることができる。

その他に、T-01Aと同様に総合メディアブラウザKinomaPlay for docomoを搭載し、音楽、動画プレーヤーのほか、インターネットにアクセスしYouTubeやポッドキャスト、などで、様々な動画、音楽、ネットラジオの視聴をすることができる。またGet Appsからさまざまなアプリケーションを追加することも可能となる

## プリインストールアプリ
Office Mobile
Excel Mobile（Ver 6.1）、Word Mobile（Ver 6.1）、PowerPoint Mobile（Ver 6.1）、OneNote Mobile
動画、音楽
Windows Media、タッチプレーヤー、Kinoma Play
クラウド連携
Microsoft MyPhone、Marketplace、Messenger、Windows Live
メール、ブラウザ
、SMS、Internet Explorer、電子メール
ToDo
仕事、連絡先、予定表、かんたん連絡先
その他
電卓、Bing検索ウィジェット、メモ、エクスプローラー、ゲーム、ActiveSync、ヘルプ、タスク マネージャー
検索、設定、Today、通話ログ、時計、カメラ、写真、スマート コンバーター
Sprite Backup、Samsung WidgetPlus
モバイルGoogleマップ、Java、Adobe Reader LE、電話
その他にドコモスマートフォンアプリサイトや、マイクロソフトのアプリケーションポータルである、Windows Marketplace for Mobileからさまざまなアプリケーションをダウンロードし、端末のカスタマイズが可能となっている。

## 主な対応サービス
| 主な対応サービス                   | 主な対応サービス                                                    | 主な対応サービス                                      | 主な対応サービス                                 |
| ---------------------------------- | ------------------------------------------------------------------- | ----------------------------------------------------- | ------------------------------------------------ |
| タッチパネル                       | FOMAハイスピード7.2Mbps（上り5.7Mbps）                              | Bluetooth                                             | DCMX／おサイフケータイ                           |
| iアプリオンライン／地図アプリ      | 直感ゲーム／メガiアプリ                                             | iウィジェット                                         | マチキャラ／iコンシェル                          |
| ホームU／ポケットU                 | GPS／ケータイお探し                                                 | デコメール／デコメ絵文字／デコメアニメ                | iチャネル                                        |
| 着もじ                             | テレビ電話／キャラ電                                                | 電話帳お預かりサービス(My Phone利用でバックアップ可能 | フルブラウザ                                     |
| おまかせロック／バイオ認証         | 外部メモリーへiモードコンテンツ移行／ユーザーデータ一括バックアップ | トルカ                                                | iC通信／iCお引越しサービス                       |
| きせかえツール／ダイレクトメニュー | バーコードリーダ／名刺リーダ                                        | 2in1                                                  | エリアメール／ソフトウェアーアップデート自動更新 |
| GSM／3Gローミング（WORLD WING）    | 着うたフル／うた・ホーダイ                                          | Music&Videoチャネル／ビデオクリップ                   | デジタルオーディオプレーヤー(WMA)(AAC)           |

## オプション品
- FOMA充電microUSB変換アダプタ
- イヤホン変換アダプタ
- microSDカード1Gb（試供品）
- スタイラスペン（試供品）
- USBケーブル（試供品）

## 歴史
- 2009年11月24日 - 連邦通信委員会（FCC）通過。
- 2009年11月10日 - F-01B - F-02B - F-03B - F-04B - L-01B - L-02B - L-03B - N-01B - N-02B - N-03B - P-01B - P-02B - P-03B - SH-01B - SH-02B - SH-03B - SH-04B - SH-05B - SC-01Bの開発を発表。
- 2010年2月26日 - 販売。
- 2010年5月11日 - ソフトウェア更新
- 2010年9月1日 - spモード対応